# Rick Leach
Rick Leach es un extenista estadounidense que se destacó en la especialidad de dobles entre finales de los años 1980 y comienzos de los años 2000. En esta especialidad consiguió 5 torneos de Grand Slam y llegó a ocupar el N.º 1 del ranking mundial.

## Torneos de Grand Slam

### Campeón Dobles (5)
| Año  | Torneo               | Pareja         | Oponentes en la final          | Resultado             |
| 1988 | Abierto de Australia | Jim Pugh       | Jeremy Bates / Peter Lundgren  | 6-3 6-2 6-3           |
| 1989 | Abierto de Australia | Jim Pugh       | Darren Cahill / Mark Kratzmann | 6-4 6-4 6-4           |
| 1990 | Wimbledon            | Jim Pugh       | Pieter Aldrich Danie Visser    | 7-6(5) 7-6(4) 7-6(5)  |
| 1993 | US Open              | Ken Flach      | Karel Novacek Martin Damm      | 6-7 6-4 6-2           |
| 2000 | Abierto de Australia | Ellis Ferreira | Byron Black Andrew Kratzmann   | 6-4 3-6 6-3 3-6 18-16 |

### Finalista Dobles (7)
| Año  | Torneo               | Pareja         | Oponentes en la final               | Resultado             |
| 1988 | US Open              | Jim Pugh       | Sergio Casal Emilio Sánchez Vicario | walkover              |
| 1989 | Wimbledon            | Jim Pugh       | John Fitzgerald Anders Järryd       | 6-3 6-7(4) 4-6 6-7(4) |
| 1991 | Abierto de Australia | Jim Pugh       | John Fitzgerald Anders Järryd       | 0-6 6-7(2)            |
| 1992 | Abierto de Australia | Kelly Jones    | Todd Woodbridge Mark Woodforde      | 4-6 3-6 4-6           |
| 1992 | US Open              | Kelly Jones    | Jim Grabb Richey Reneberg           | 6-3 6-7 3-6 3-6       |
| 1995 | Wimbledon            | Scott Melville | Todd Woodbridge Mark Woodforde      | 5-7 6-7(8) 6-7(5)     |
| 2001 | US Open              | Ellis Ferreira | Lleyton Hewitt Max Mirnyi           | 4-6 7-5 6-7           |

### Campeón Dobles Mixto (3)
| Año  | Torneo               | Pareja                | Oponentes en la final                | Resultado         |
| 1990 | Wimbledon            | Zina Garrison Jackson | John Fitzgerald Elizabeth Smylie     | 7-5 6-2           |
| 1995 | Abierto de Australia | Natasha Zvereva       | Gigi Fernández Cyril Suk             | 7-6(4) 6-7(3) 6-4 |
| 1997 | Abierto de Australia | Manon Bollegraf       | Larisa Neiland John-Laffnie de Jager | 7-6(4) 6-7(3) 6-4 |

## Títulos (46; 0+46)

### Dobles (46)
| Leyenda                |
| Grand Slam (5)         |
| Tennis Masters Cup (3) |
| ATP Masters Series (4) |
| ATP Tour (36)          |

| N.º | Fecha | Torneo                           | Superficie    | Pareja            | Oponentes en la final                     | Resultado                 |
| --- | ----- | -------------------------------- | ------------- | ----------------- | ----------------------------------------- | ------------------------- |
| 1.  | 1987  | Stuttgart Outdoor                | Tierra batida | Tim Pawsat        | Mikael Pernfors Magnus Tideman            | 6-4, 6-4                  |
| 2.  | 1987  | Scottsdale                       | Dura          | Jim Pugh          | Dan Goldie Mel Purcell                    | 6-3, 6-2                  |
| 3.  | 1988  | Wellington                       | Dura          | Dan Goldie        | Broderick Dyke Glenn Michibata            | 6-2, 6-3                  |
| 4.  | 1988  | 'Abierto de Australia, Melbourne | Dura          | Jim Pugh          | Jeremy Bates Peter Lundgren               | 6-2, 6-3, 6-2             |
| 5.  | 1988  | Múnich                           | Tierra batida | Jim Pugh          | Alberto Mancini Christian Miniussi        | 6-1, 3-6, 6-3             |
| 6.  | 1988  | Washington D. C.                 | Dura          | Jim Pugh          | Jorge Lozano Todd Witsken                 | 3-6, 6-3, 6-3             |
| 7.  | 1988  | Indianápolis                     | Dura          | Jim Pugh          | Ken Flach Robert Seguso                   | 4-6, 6-3, 6-4             |
| 8.  | 1988  | Cincinnati                       | Dura          | Jim Pugh          | Jim Grabb Patrick McEnroe                 | 6-2, 6-4                  |
| 9.  | 1988  | Detroit                          | Moqueta       | Jim Pugh          | Ken Flach Robert Seguso                   | 6-4, 6-1                  |
| 10. | 1988  | Masters Doubles, Londres         | Moqueta       | Jim Pugh          | Emilio Sánchez Vicario Sergio Casal       | 6-4, 6-3, 2-6, 6-0        |
| 11. | 1989  | Abierto de Australia, Melbourne  | Dura          | Jim Pugh          | Darren Cahill Mark Kratzmann              | 6-4, 6-4, 6-4             |
| 12. | 1989  | Scottsdale                       | Dura          | Jim Pugh          | Paul Annacone Christo Van Rensburg        | 6-7, 6-3, 6-2, 2-6, 6-4   |
| 13. | 1989  | Singapur                         | Dura          | Jim Pugh          | Paul Chamberlin Paul Wekesa               | 2-6, 7-6, 6-4             |
| 14. | 1989  | Forest Hills                     | Tierra batida | Jim Pugh          | Jim Courier Pete Sampras                  | 4-6, 6-4, 6-4             |
| 15. | 1989  | Itaparica                        | Dura          | Jim Pugh          | Jorge Lozano Todd Witsken                 | 6-2, 7-6                  |
| 16. | 1990  | Filadelfia                       | Moqueta       | Jim Pugh          | Grant Connell Glenn Michibata             | 6-4, 6-2                  |
| 17. | 1990  | Miami TMS                        | Dura          | Jim Pugh          | Boris Becker Cassio Motta                 | 6-7, 6-4, 6-2             |
| 18. | 1990  | Wimbledon, Londres               | Césped        | Jim Pugh          | Pieter Aldrich Danie Visser               | 7-6, 7-6, 7-6             |
| 19. | 1991  | Filadelfia                       | Moqueta       | Jim Pugh          | Udo Riglewski Michael Stich               | 3-6, 7-6, 6-3             |
| 20. | 1991  | Charlotte                        | Tierra batida | Jim Pugh          | Bret Garnett Greg Van Emburgh             | 6-3, 2-6, 6-3             |
| 21. | 1992  | Tokio Outdoor                    | Dura          | Kelly Jones       | John Fitzgerald Anders Järryd             | 6-1, 6-7, 6-4             |
| 22. | 1992  | New Haven                        | Dura          | Kelly Jones       | Patrick McEnroe Jared Palmer              | 7-5, 4-6, 7-5             |
| 23. | 1993  | Tokio Outdoor                    | Dura          | Ken Flach         | Glenn Michibata David Pate                | 6-4, 7-5                  |
| 24. | 1993  | Mánchester                       | Césped        | Ken Flach         | Stefan Kruger Glenn Michibata             | 6-4, 6-1                  |
| 25. | 1993  | Washington D. C.                 | Dura          | Byron Black       | Grant Connell Patrick Galbraith           | 6-4, 7-6                  |
| 26. | 1993  | US Open, Nueva York              | Dura          | Ken Flach         | Martin Damm Karel Nováček                 | 6-7, 6-4, 6-2             |
| 27. | 1994  | San José                         | Dura          | Jared Palmer      | Byron Black Jonathan Stark                | 4-6, 6-4, 6-4             |
| 28. | 1994  | Mánchester                       | Césped        | Danie Visser      | Scott Davis Trevor Kronemann              | 6-4, 4-6, 7-6             |
| 29. | 1995  | New Haven                        | Dura          | Scott Melville    | Leander Paes Nicolás Pereira              | 6-3, 5-7, 6-4             |
| 30. | 1996  | Yakarta                          | Dura          | Scott Melville    | Kent Kinnear Dave Randall                 | 6-1, 2-6, 6-1             |
| 31. | 1996  | Scottsdale                       | Dura          | Patrick Galbraith | Richey Reneberg Brett Steven              | 5-7, 7-5, 7-5             |
| 32. | 1996  | Seúl                             | Dura          | Jonathan Stark    | Kent Kinnear Kevin Ullyett                | 6-4, 6-4                  |
| 33. | 1996  | Moscú                            | Moqueta       | Andrei Olhovskiy  | Jiří Novák David Rikl                     | 4-6, 6-1, 6-2             |
| 34. | 1997  | Doubles Championships, Hartford  | Moqueta       | Jonathan Stark    | Mahesh Bhupathi Leander Paes              | 6-3, 6-4, 7-6             |
| 35. | 1998  | Miami TMS                        | Dura          | Ellis Ferreira    | Alex O'Brien Jonathan Stark               | 6-3, 2-6, 6-0             |
| 36. | 1998  | Halle                            | Césped        | Ellis Ferreira    | John-Laffnie De Jager Marc-Kevin Goellner | 4-6, 6-4, 7-6             |
| 37. | 1999  | Roma TMS                         | Tierra batida | Ellis Ferreira    | David Adams John-Laffnie De Jager         | 6-7, 6-1, 6-2             |
| 38. | 2000  | Auckland                         | Dura          | Ellis Ferreira    | Olivier Delaitre Jeff Tarango             | 7-5, 6-4                  |
| 39. | 200   | Abierto de Australia, Melbourne  | Dura          | Ellis Ferreira    | Wayne Black Andrew Kratzmann              | 6-4, 3-6, 6-3, 3-6, 18-16 |
| 40. | 2000  | Atlanta                          | Tierra batida | Ellis Ferreira    | Justin Gimelstob Mark Knowles             | 6-3, 6-4                  |
| 41. | 2001  | Tokio                            | Dura          | David Macpherson  | Paul Hanley Nathan Healey                 | 7-5, 7-6                  |
| 42. | 2001  | Basilea                          | Moqueta       | Ellis Ferreira    | Mahesh Bhupathi Leander Paes              | 7-6, 6-4                  |
| 43. | 2001  | París                            | Moqueta       | Ellis Ferreira    | Mahesh Bhupathi Leander Paes              | 5-7, 7-6, 6-4             |
| 44. | 2001  | Tennis Masters Cup, Bangalore    | Dura          | Ellis Ferreira    | Petr Pála Pavel Vízner                    | 6-7(6), 7-6(2), 6-4, 6-4  |
| 45. | 2004  | Scottsdale                       | Dura          | Brian Macphie     | Jeff Coetzee Chris Haggard                | 6-3, 6-1                  |
| 46. | 2005  | Scottsdale                       | Dura          | Brian Macphie     | Jonathan Erlich Andy Ram                  | 6-3, 6-4                  |

### Finalista en dobles (torneos destacados)
- 1988: Roland Garros
- 1989: Wimbledon
- 1991: Roland Garros
- 1991: Masters de París (junto a Kelly Jones pierden ante John Fitzgerald y Anders Jarryd)
- 1992: Abierto de Australia
- 1992: US Open
- 1995: Wimbledon
- 1997: Masters de Stuttgart (junto a Jonathan Stark pierden ante Todd Woodbridge y Mark Woodforde)
- 1997: Masters de París (junto a Jonathan Stark pierden ante Jacco Eltingh y Paul Haarhuis)
- 1998: Masters de Roma (junto a Ellis Ferreira pierden ante Mahesh Bhupathi y Leander Paes)
- 1998: Masters de Toronto (junto a Ellis Ferreira pierden ante Martin Damm y Jim Grabb)
- 1999: Masters de Indian Wells (junto a Ellis Ferreira pierden ante Wayne Black y Sandon Stolle)
- 2000: Masters de Cincinnati (junto a Ellis Ferreira pierden ante Todd Woodbridge y Mark Woodforde)
- 2000: US Open